# Paul Anton Roubiczek
Paul Anton Roubiczek (geboren 28. September 1898 in Prag, Österreich-Ungarn; gestorben 26. Juli 1972 in Gmund) war ein britischer Philosoph Prager Herkunft.

## Leben
Paul Anton Roubiczek war ein Sohn des Prager Industriellen Gustav Roubiczek und der Melanie Grünwald, die 1942 Opfer des Holocaust wurde. Er wurde nach der Matura 1916 Soldat im Ersten Weltkrieg und in den Isonzoschlachten eingesetzt. Nach Kriegsende studierte Roubiczek an der Deutschen Technischen Hochschule Prag und machte eine Lehre im elterlichen Unternehmen. Das Studium der Philosophie in Berlin brach er ab, als er 1924 für den erkrankten Vater die Betriebsleitung in Prag übernehmen musste.
Ab 1927 arbeitete Roubiczek als Verlagslektor und Werbeleiter beim Universitas Verlag in Berlin. Er schrieb die sozialphilosophische Abhandlung Der mißbrauchte Mensch, die beim Insel-Verlag erscheinen sollte. Nach der Machtübergabe an die Nationalsozialisten 1933 lehnte der Verlag den Druck aus rassistischen Gründen ab. Im August 1933 verlor er als Jude dann auch seine Beschäftigung beim Universitas Verlag.
Roubiczek heiratete die aus Wuppertal stammende Schauspielerin Hermine Apel, und sie emigrierten nach Paris, wo Roubiczek mit Peter de Mendelssohn den Verlag „Europäischer Merkur / Les Editions du Mercure de L'Europe“ gründete. Der Verlag brachte in der kurzen Zeit seines Bestehens neun Bücher heraus, darunter unter dem Pseudonym Paul A. Robert auch seine Abhandlung Der mißbrauchte Mensch. Nach dem Konkurs des Verlages zog Roubiczek nach Wien und arbeitete im Zeitbild Verlag von Rolf Passer. Nach dem Anschluss Österreichs 1938 floh das Ehepaar Roubiczek nach Prag und nach der deutschen Besetzung Prags 1939 gelang ihnen die Flucht über die grüne Grenze in die Niederlande und von dort nach England. Roubiczek war in England ohne eine feste Arbeit und wirkte als Philosophielehrer an der Universität Cambridge, die ihm 1956 einen Magister ehrenhalber verlieh und ihn schließlich von 1961 bis 1965 fest einstellte. Er wurde Mitglied des deutschen PEN in London. Die letzten Lebensjahre ab 1970 verbrachte er in Oberbayern.

## Schriften (Auswahl)
- Paul A. Robert: Der mißbrauchte Mensch. Paris : Verlag des Europäischen Merkur, 1934
- Paul Roubiczek, Josef Kalmer: Warrior of God : the life and death of John Hus. London : Nicholson and Watson, 1947
  - Paul Roubiczek, Joseph Kalmer: Jean Hus – guerrier de Dieu. Neuchatel : Delachaux et Niestlé, 1950
- The misinterpretation of man : studies in European thought of the nineteenth century. New York : Scribner, 1947
- Thinking in opposites : an investigation of the nature of man as revealed by the nature of thinking. London : Routledge and Kegan Paul, 1952
  - Denken in Gegensätzen. Frankfurt am Main : Klostermann, 1961
- Thinking towards religion : a philosophical approach to religious faith. London : Darwen Finlayson, 1957
- Existentialism, for and against. Cambridge : University Press, 1964
- Ethical values in the age of science. Cambridge : Cambridge University Press, 1969
- Jörg-Ulrich Fechner (Hrsg.): Paul Roubiczek. Über den Abgrund : Aufzeichnungen 1939–40. Vorwort von Werner Heisenberg. Wien : Molden, 1978